# Неа-Макрі
Неа-Макрі (грец. Νέα Μάκρη) — місто в Греції, розташоване в північно-східній частині Аттики на березі затоки Петаліос Егейського моря.
Територія міста до 1922 низивалася Піесті, а місто виникло при репатриації греків із малоазійського міста Макрі, чим пояснюється назва Неа-Макрі — Нове Макрі.

## Населення
| Рік  | Місто  | муніципалітет |
| ---- | ------ | ------------- |
| 1981 | 8 516  | -             |
| 1991 | 12 120 | 1 009         |
| 2001 | 13 986 | 14 809        |